# The Man Who Wasn't There (boek)
The Man Who Wasn't There is een boek van de Engelse schrijver Pat Barker, uitgegeven door Picador in april 2000.
De titel heeft eigenlijk twee betekenissen en betekent vertaald: "De man die er niet was". De eerste verklaring is dat de man de vader is die Colin zijn hele jeugd gemist heeft. De tweede verklaring gaat meer over de gedachte achter het boek dat de vader nooit echt bestaan heeft maar verzonnen is door de moeder van Colin om hem een vader te geven op wie hij trots kon zijn in plaats van een van haar klanten.

## Inhoud
Colin is een jongen van 12 jaar. Hij heeft geen vader meer en voelt zich vaak eenzaam. Zijn moeder vertelt nooit iets over zijn vader, en hij wil het juist heel graag weten. Omdat hij niet weet hoe het met zijn vader is afgelopen, verzint hij vaak zelf een verhaal. Zijn moeder is vaak niet thuis en dan moet hij voor zichzelf zorgen.
Donderdag: Colin moest nablijven op school omdat hij te laat was en omdat zijn rapport alweer niet ondertekend was. Als hij thuiskomt zit zijn moeder met Pauline te praten. Pauline werkt samen met de moeder van Colin als serveerster.
Als ze allebei weggaan, gaat Colin zoeken naar papieren waarin staat wat er met zijn vader gebeurd is, maar die vindt hij niet.
Als zijn moeder thuis is, gaan ze samen naar mevrouw Hennigan en Adrian. Ze wonen in dezelfde flat. Adrian brengt hem naar de bioscoop, want daar wacht een vriendje van Colin (Ross). Ze mogen niet naar binnen, maar ze komen binnen doordat Mick wel binnenkomt en de branddeur openmaakt. Het is een oorlogsfilm. Colin denkt steeds aan zijn vader en is een beetje verdrietig. Als de film is afgelopen gaan ze weer naar huis. Onderweg zien ze een man in vrouwenkleren. Colin gelooft niet dat het een man is en vraagt hoe laat het is, en dan ziet hij dat het Bernie is. Ross gaat naar huis, maar Colin gaat nog even naar de kermis.
Vrijdag: Colin gaat naar school. Onderweg merkt hij dat hij gevolgd wordt. Hij stopt even en later rent hij naar school. Als hij aankomt, is hij weer te laat en zijn meester Sedgewick wordt woedend omdat het al de vierde keer is. Hij moet naar Sawdon (het hoofd van de school). Van hem moet hij eerder naar bed en meer optrekken met jongens van zijn school. Na het gesprek gaat hij met zijn klas voetballen. Colin doet het goed en Bellingham zegt dat hij bij het schoolelftal moet gaan.
Als Colin thuis is in de middagpauze zit zijn moeder met zijn oma te praten over adoptie en Colin vraagt zich af of hij geadopteerd is, maar dat is hij niet, vertelt zijn moeder. Colin durft niet naar school en is ook ziek. Als hij het tegen zijn moeder zegt, zegt ze dat hij naar school kan, maar dan ziet zijn oma dat Colins arm rood is en er een blaar op zit. Daarna gaat zijn oma naar huis. Vivienne (Colins moeder) gaat om met commandant Reg. Colin mag Reg niet zo.
Als Colin in het park is, ziet hij een rare man in het zwart. Colin is bang van hem en rent weg. Hij herkent de man, want die was hem weleens eerder gevolgd. Hij rent naar huis. Thuis is Pauline er. Zij is al lang een vriendin van Vivienne, ook al in de oorlog. 's Avonds gaat Colin samen met mevrouw en meneer Hennigan naar een bijeenkomst. Er is een vrouw die paranormaal begaafd is en ze valt flauw als ze iets over Colin wil zeggen. Na afloop praat Colin met de vrouw, en de vrouw zegt dat hij ook paranormaal begaafd is.
Zaterdag: Nu is hij zieker dan vrijdag. Hij heeft gedroomd dat Vivienne dood was. Hij ging naar haar kamer toe en zag haar met Reg in bed liggen. Reg stond net op en praatte met Colin. Reg zei "zoon" tegen hem en dat vond hij niet leuk, en toen loog Colin tegen Reg dat zijn moeder het niet goed vond dat hij Reg pap noemde. Reg werd kwaad en ging weg en kwam niet meer terug.
Colin maakt modelvliegtuigjes omdat zijn vader vermoedelijk in een vliegtuig tijdens de oorlog vermoord is. Als hij het vliegtuigje buiten aan het testen is, komt er een man met een masker uit de struiken. Colin rent naar binnen en als de man hem volgt, valt hij flauw. Hij wordt wakker in zijn bed en de man met het masker was Adrian, die een grapje maakte, en Adrian biedt zijn excuses aan. Adrian gaat weg. Colin gaat naar de badkamer en voelt zich niet goed. Even later gaat hij naar de slaapkamer van Vivienne. Hij ziet een lege kamer en hij ziet iemand staan. De man die hij ziet staan, heeft een zwart pak aan en staat op de plek waar het bed van Vivienne stond en de persoon zegt "ma". Hij kijkt de persoon aan en ziet dat hij het zelf is. Hij loopt op hem af en wanneer hij hem aanraakt, is de man weg en is de kamer weer normaal met alle spullen van Vivienne. Hij gaat naar beneden. Vivienne gaat weg en Pauline komt aan. Colin vraagt haar of zij iets weet van zijn vader, maar dat is niet zo. Pauline zegt dat hij het wel aan anderen moet vragen. Dus het echte verhaal van zijn vader weet hij niet, maar Colin heeft zelf een verhaal verzonnen.
Hieronder een samenvatting van het verhaal dat Colin over zijn vader verzint:
Op een spoorweg in Frankrijk is Duitse bewaking. Van Strohm leidt de bewaking. Gaston en een ander rennen weg, maar de andere man overleeft het niet en wordt doodgeschoten, een koffer achterlatend. In de koffer zit communicatiemateriaal, maar er is een codeboekje weg. Gaston komt aan bij Pierre en zegt dat hij het codeboekje heeft. Dan lopen ze weg, maar ze worden gevolgd door een man in het zwart. Ze gaan 's avonds naar een café. Even later komt Bernard in het café met vrouwenkleren (Colin had Bernie een keer gezien in vrouwenkleren). Bernard geeft een pakketje aan Gaston. Even later komen Duitse soldaten hem ophalen.
Bernard wordt in elkaar geslagen tijdens het verhoor, omdat hij niets aan Strohm verraadt. Hij wordt opgesloten in een hok en er zit nog een andere man, Antoine. (Achteraf blijkt dat hij een verrader is.) Een dag later hoort hij Pierre en Gaston, die hem via het riool bevrijden. Als Bernard gaat, vermoordt hij eerst Antoine. Paulette wacht hen op en heeft nieuwe kleren voor Bernard. Als Maurice en Paulette 's avonds gaan kijken in de schuilplaats van Bernard ligt Vivienne dood op bed. Maurice en Pierre en Bernard vertrouwen Gaston niet en willen hem vermoorden. Ze geven Gaston de foute identiteitspapieren mee. Als ze alle vier in het vliegtuig willen stappen, wordt er gecontroleerd. Ze zien dat Gaston niet de juiste papieren heeft en hij wordt vermoord. Dan gaan de drie weg.